# Midi en France

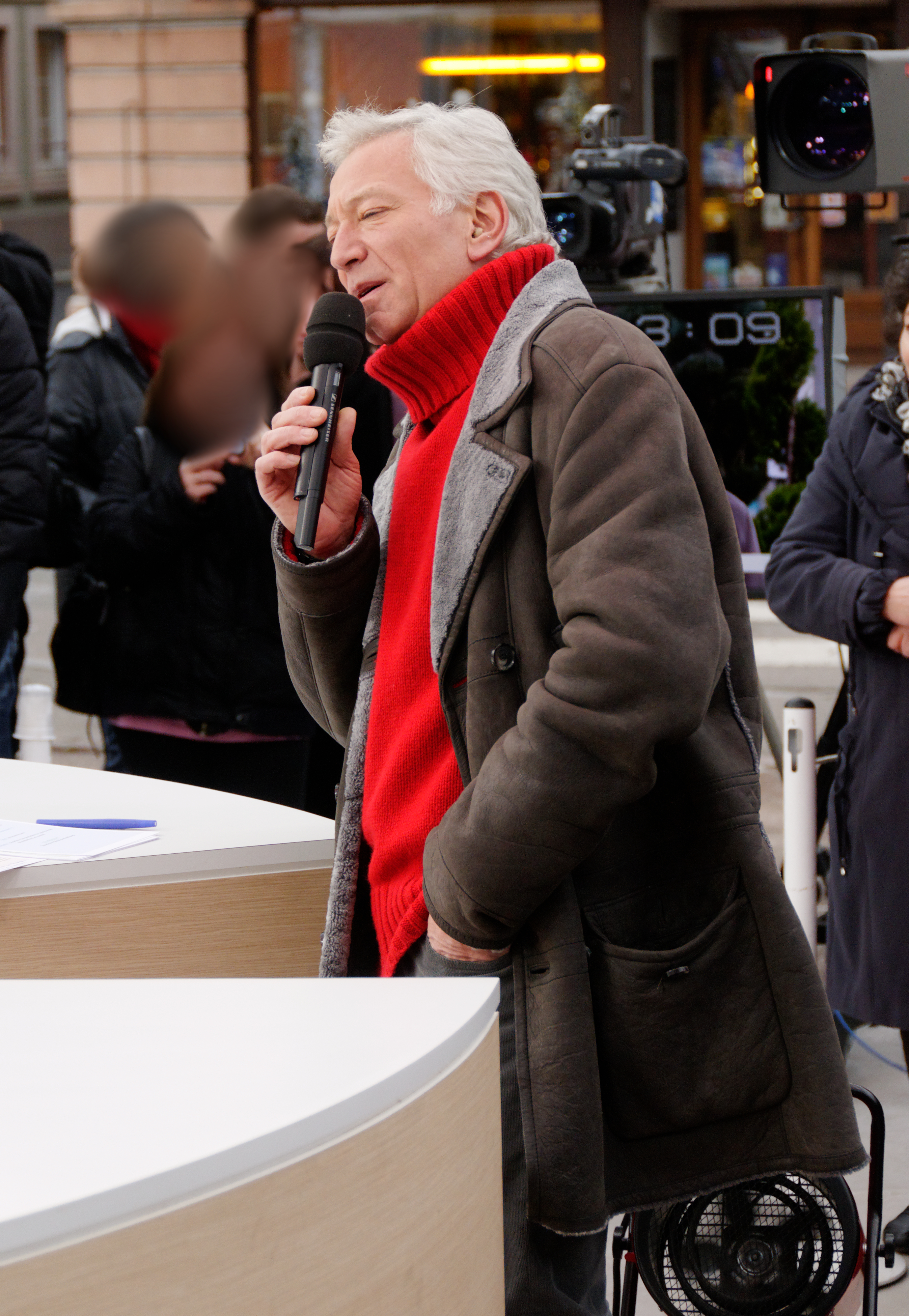
Laurent Boyer, ancien présentateur de l'émission, (saisons 1-5).

Midi en France est une émission de télévision française diffusée sur France 3 du 31 janvier 2011 au 23 juin 2019 ayant pour but, la présentation des richesses patrimoniales, touristiques, artisanales, animalières, naturelles et culinaires des régions et communes de France. 
En juin 2015, dans une interview à RTL, Laurent Boyer, présentateur de l'émission depuis sa création, annonce son départ. Vincent Ferniot le remplace, à partir de la saison 6, tout en conservant sa chronique culinaire. De janvier à juin 2019, l'émission devient hebdomadaire et s'intitule Dimanche en France. Elle est présentée par Jean-Baptiste Boursier chaque dimanche de 15 h à 17 h. La première émission dans son nouveau format est diffusée le dimanche 20 janvier 2019. 
L'émission s'arrête définitivement le 23 juin 2019.

## Formule et programmation
L'émission à ses débuts, entend s'inspirer de l'émission Midi première, quelque trente années auparavant, en invitant un ou plusieurs chanteurs de variété à interpréter en play-back un ou plusieurs titres. Toutefois ce concept ne rencontre pas le succès car les artistes et autres chanteurs optent plutôt pour la promotion de leurs disques ou albums[réf. nécessaire].
Lors des 2 premières saisons, l'émission est retransmise en direct tous les jours. À partir de la saison 2, l'émission est diffusée tous les jours de la semaine, le lundi et le mardi en direct. Le mercredi, le jeudi et le vendredi les émissions sont enregistrées le lundi et mardi. Lors de la saison 6, l'émission reste deux semaines dans une commune française et les émissions sont enregistrées le lundi, mardi, mercredi et jeudi de la première semaine, avec des directs pour ces 4 journées. À partir de la saison 8, les 5 émissions sont enregistrées en une journée.
À partir de janvier 2019 l’émission devient hebdomadaire, le dimanche en deux parties de 50 minutes.
Durant la première saison, du 31 janvier 2011 au 24 juin 2011, elle est divisée en deux parties : la première partie, assez « pédagogique », de 10 h 50 à 11 h 35 et après le 12/13, la deuxième partie de l'émission enchaîne, plus « divertissante », diffusée de 13 h à 13 h 40.
À partir du 5 septembre 2011, pour la seconde saison, seule la première partie est conservée, la seconde est remplacée par un décrochage régional.
Après des débuts difficiles, Midi en France parvient à convaincre les téléspectateurs. Ainsi, le 11 octobre 2012, en direct de la ville de Dax, les différentes chroniques et sujets attirent plus de 350 000 téléspectateurs, soit 10 % du public présent devant son poste de télévision de 10 h 50 à 11 h 45.
Du 27 juin au 1er juillet 2011 ; du 20 février au 2 mars 2012 ; du 16 avril au 27 avril 2012 ; du 4 mars au 8 mars 2013 ; du 22 avril au 3 mai 2013; du 24 juin au 28 juin 2013 ; du 10 février au 21 février 2014 (sous réserve d'épreuves olympiques) ; du 3 mars au 7 mars 2014; du 16 février au 20 février 2015 ; du 2 mars au 6 mars 2015 ; du 27 avril au 1er mai 2015 ; du 22 juin au 26 juin 2015 ; du 26 octobre au 30 octobre 2015 ; du 22 février au 26 février 2016 ; du 25 avril au 6 mai 2016 ; du 17 octobre au 21 octobre 2016 ; du 6 mars au 10 mars 2017 ; du 8 mai au 12 mai 2017 sont diffusés des best-of des meilleurs moments de l’émission.
À l'occasion de la 50e, 51e, 52e, 53e, 54e, 55e édition du Salon international de l'agriculture, des émissions spéciales sont tournées tous les jours de la semaine du 25 février au 1er mars 2013 ; du 24 au 28 février 2014 ; du 23 au 27 février 2015 ; du 29 février au 4 mars 2016 ; du 27 février au 3 mars 2017 et du 26 février au 2 mars 2018 du lundi au vendredi en direct au Parc des expositions de la porte de Versailles à Paris, émissions durant lesquelles Midi-en-France bat à nouveau des records d'audience pour la 50e.
Le 11 mars 2013, l'émission réalise à nouveau un record d'audience en direct de la ville de Cahors, en attirant plus de 540 000 téléspectateurs. Ainsi, après de timides débuts, l'audience de l'émission continue de grimper jusqu'à atteindre des scores inattendus pour cette tranche horaire. Ce relatif succès fait l'objet d'une analyse par la sociologue Béatrice Mabilon-Bonfils.
Le 20 mai 2013 à Salon-de-Provence, la Patrouille de France réalise en direct une démonstration avec la présence des fumigènes aux couleurs du drapeau français.
Du 27 au 31 mai 2013, l'émission est délocalisée pour la première fois à l'étranger, plus précisément à la principauté d'Andorre.
Des célébrités participent aux émissions se déroulant dans leur ville notamment à l'occasion des 4 ans de Midi en France. Par la suite, des personnalités participent à l'émission lorsque leur ville accueille Midi en France. Ainsi, l'émission a accueilli Clémence de La Compagnie créole, Laurent Gerra, Chantal Ladesou, Michel Denisot, Hugues Aufray, Marie-Laure Augry, Elie Semoun, Pauline Ester, Jean-Pierre Mader, Alexandra Vandernoot, Michel Drucker, Patrick Sébastien, Jean-Luc Petitrenaud, Jean-François Stévenin, Jean-Pierre Descombes, Francis Letellier, Camille Cerf, Jean-François Kahn ou encore l'habitué de l'émission Gonzague Saint Bris[réf. nécessaire]...

### Un dimanche en France
Des émissions spéciales de 90 minutes, depuis :
- Les plages du Débarquement, à Arromanches-les-Bains dans le Calvados (14) aura lieu le dimanche 9 juin 2013 sur l'héritage du Jour J, le 6 juin 1944, 69 ans après.
- En bas du château, à Amboise dans l'Indre-et-Loire (37) aura lieu le dimanche 15 septembre 2013 pour la 30e édition des Journées européennes du patrimoine consacré au Val de Loire un Patrimoine mondial.
- La place de l’église, à Colombey-les-Deux-Églises dans la Haute-Marne (52) aura lieu le dimanche 10 novembre 2013 commémorant l'héritage du général Charles de Gaulle et son appel du 18 Juin, depuis Londres, 43 ans après sa mort.
- À Strasbourg dans le Bas-Rhin (67) aura lieu le dimanche 22 décembre 2013 pour les fêtes de Noël à l'occasion du traditionnel et célèbre (Christkindelsmärik) marché de Noël Alsacien (avec tous les chroniqueurs à la présentation sans Laurent Boyer).
- Du Salon international de l'agriculture au Parc des expositions de la porte de Versailles à Paris aura lieu le dimanche 2 mars 2014 et le dimanche 1er mars 2013 pour nous faire vivre depuis l'intérieur les coulisses et les installations des exposants du salon.
- La place Saint-Nicolas, à Bastia dans la Haute-Corse (2B) aura lieu le dimanche 11 mai 2014 sur les attraits de l île de beauté (Laurent Boyer laissant place à Évelyne Thomas pour la présentation).
- La place de l'église, à Sainte-Mère-Église dans la Manche (50) aura lieu le dimanche 8 juin 2014 commémorant le 70e anniversaire du débarquement de Normandie (6 juin 1944 - 6 juin 2014).

### Un été en France
L'émission est diffusée tous les jours de la semaine du lundi au vendredi à 10h50 en été pour la déclinaison estivale de Midi en France intitulée "Un été en France".
- En Bretagne sur la presqu'île de Plougrescant dans les Côtes-d'Armor (22) du 30 juin au 4 juillet 2014
- En Languedoc-Roussillon au Cirque de Navacelles dans l'Hérault (34) du 14 au 18 juillet 2014
- En Poitou-Charentes sur Île d'Oléron en Charente-Maritime (17) du 21 au 25 juillet 2014
- En Centre depuis le Val de Loire dans le Loir-et-Cher (41) du 28 juin au 1er août 2014
- En Provence-Alpes-Côte d'Azur sur les Îles de Lérins dans les Alpes-Maritimes (06) du 4 au 8 août 2014
- En Auvergne a Pailherols dans le Cantal (15) du 11 au 15 août 2014
- En Basse-Normandie depuis la baie du mont Saint-Michel dans la Manche (50) du 18 au 22 août 2014
- En Aquitaine depuis le Cap Ferret en Gironde (33) du 25 au 29 août 2014

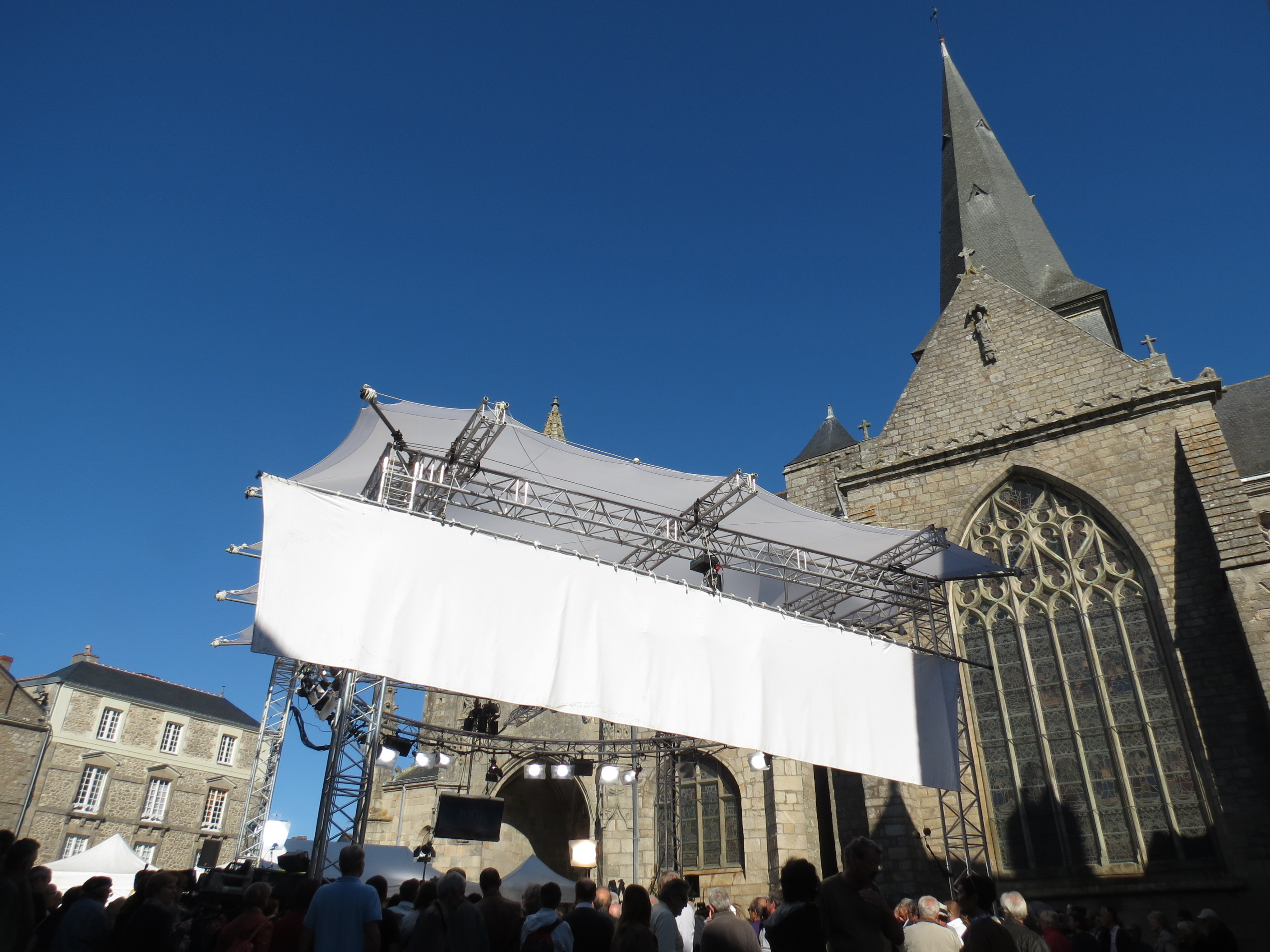
Vue générale d'un tournage au cœur d'une ville, ici à Guérande en octobre 2013.

## Principe
Magazine de « proximité, d’échanges et de convivialité », Midi en France suit l’actualité ou un événement local d’une région en s’accrochant chaque semaine de janvier 2011 à décembre 2015, puis deux semaines de janvier 2016 à juin 2017, puis septembre 2017 à décembre 2018, la durée repasse à une semaine, depuis janvier 2019 l’émission passe en hebdo le dimanche en deux parties de 50 minutes 
L'équipe est formée de plusieurs chroniqueurs, plus 1 chroniqueur région, et accompagnée par Laurent Boyer de la 1re a la 5e saison. C'est ensuite Vincent Ferniot, depuis la 6e saison, qui dirige la bande des chroniqueurs tout en présentant la culture des régions, qu'elle soit musicale ou littéraire, culinaire ou patrimoniale, historique ou géographique… ainsi que de nombreux sujets pour éclairer, d’une façon générale, le quotidien.
Cette émission a pour but de faire découvrir les régions françaises et leur patrimoine.
Au lancement de la 1re saison à la 1re partie de la saison 6, Midi en France met une ville à l'honneur, pendant une semaine, de janvier 2011 à décembre 2016. Puis de janvier 2016 à juin 2017, elle met une région ou un bout de région en valeur depuis une ville en restant deux semaines, à partir de la 2e partie de la 6e saison à la 7e. Depuis septembre 2017, Midi en France repasse à une seule semaine à la découverte d’une ville et de sa région, choisie en fonction d’un évènement local.
Au lancement de Midi en France, de janvier à juin 2011, l'émission a un format en 2 parties de 85 minutes, dont la 1re de 45 minutes le matin de 11h00 a 11h45, et la 2e de 50 minutes en début d'après-midi de 13h10 a 14h00.
À la suite de la suppression de la 2e partie, l'émission a une durée de 55 minutes le matin de 10h50 a 11h45, à partir de la  2e saison à la 7e saison, de septembre 2011 a juin 2017.
À partir du 4 septembre 2017 (lancement de la saison 8), la durée de l'émission est réduite à 26 minutes. Ce format est maintenu jusqu'à la fin d'année civile 2018 (saison 9), et à partir du début janvier 2019, elle devient hebdomadaire avec une diffusion le dimanche en 2 fois 50 minutes entre 15h et 17h où Vincent Ferniot est remplacé par Jean-Baptiste Boursier.

## Chroniqueurs
Durant la première saison (de janvier à juin 2011), quinze chroniqueurs réguliers sont présents, neuf durant la 1re partie de la 2e saison (de septembre à décembre 2011), sept à partir de la 2e partie de la 2e saison à la 3e saison (de janvier 2012 à juin 2013), six à la 4e saison (de janvier à juin 2014), cinq à la 5e saison (de janvier à juin 2015) plus un chroniqueur région. Tous furent accompagnés par Laurent Boyer chaque semaine, de 2011 a 2015.
Chaque semaine Vincent Ferniot accompagne, depuis septembre 2015, quatre chroniqueurs réguliers dans la 1re partie de la 6e saison (de septembre à décembre 2015), puis sept à partir de la 2e partie de la 6e saison (de janvier 2016 à juin 2016), plus que six dans la 7e saison (de septembre 2016 à juin 2017), avec deux chroniqueurs en alternance (tourisme et animaux), plus un chroniqueur région pendant deux semaines dans chaque ville visitée. Depuis septembre 2017, trois chroniqueurs hors plateau, plus un chroniqueur différent sur le plateau chaque semaine, sont présents. Ils présentent ainsi chacun un aspect de la ville : historique, culturel, gastronomique, géographique, etc.
| Philippe Ancelin              | Brocante et objets anciens                   | ♦ |   |   |   |   |   |   |   |   |  |
| Pierre Bonte                  | Coup de Cœur et "l'Edito de Pierre Bonte"    | ♦ | ♦ | ♦ | ♦ |   |   |   |   |   |  |
| Jean-Louis Boujenah           | Médecine                                     | ♦ |   |   |   |   |   |   |   |   |  |
| Jérémy Come                   | Savoir-vivre                                 | ♦ |   |   |   |   |   |   |   |   |  |
| Églantine Éméyé               | Animaux et Nature                            |   |   |   |   |   |   | ♦ | ♦ |   |  |
| Alicia Fall                   | Made in France                               |   |   |   | ♦ |   |   |   |   |   |  |
| Vincent Ferniot               | Cuisine + présentation                       | ♦ | ♦ | ♦ | ♦ | ♦ | ♦ | ♦ | ♦ | ♦ |  |
| Hélène Gateau                 | Vétérinaire Animaux                          | ♦ | ♦ | ♦ | ♦ | ♦ | ♦ | ♦ | ♦ | ♦ |  |
| Isabelle Gayrard              |                                              | ♦ |   |   |   |   |   |   |   |   |  |
| Leïla Kaddour-Boudadi         | Culture                                      | ♦ |   |   |   |   |   |   |   |   |  |
| Dorothée Kristy               | J'ai testé...                                | ♦ | ♦ |   |   |   |   |   |   |   |  |
| Jean-Marc Lubin               | Les escapades de Lulu                        | ♦ | ♦ |   |   |   |   |   |   |   |  |
| Aurélien Pécot                |                                              | ♦ |   |   |   |   |   |   |   |   |  |
| Jean-Sébastien Petitdemange   | Tourisme                                     | ♦ | ♦ | ♦ | ♦ | ♦ | ♦ | ♦ |   |   |  |
| Guillaume Crouzet             | Tourisme                                     |   |   |   |   |   | ♦ | ♦ |   |   |  |
| Helena Morna                  | Le Saviez-vous et découverte                 |   |   |   |   |   | ♦ | ♦ | ♦ |   |  |
| Louisa Ould                   | Découverte                                   |   |   |   |   |   |   |   |   | ♦ |  |
| Clémentine Portier-Kaltenbach | Histoire                                     | ♦ | ♦ |   |   |   |   |   |   |   |  |
| Nathalie Schraen-Guirma       | Made in France                               |   |   | ♦ | ♦ | ♦ | ♦ | ♦ | ♦ | ♦ |  |
| Nathalie Simon                |                                              | ♦ | ♦ | ♦ | ♦ | ♦ | ♦ |   |   |   |  |
| Elizabeth Tchoungui           | Grands hommes et grandes femmes de la région |   |   |   |   |   |   | ♦ |   |   |  |
| Évelyne Thomas                |                                              | ♦ | ♦ | ♦ |   |   |   |   |   |   |  |

Ainsi qu'un/e animateur/trice des antennes régionales de France 3, dont dépend la ville accueillie.
Chroniqueurs actuels

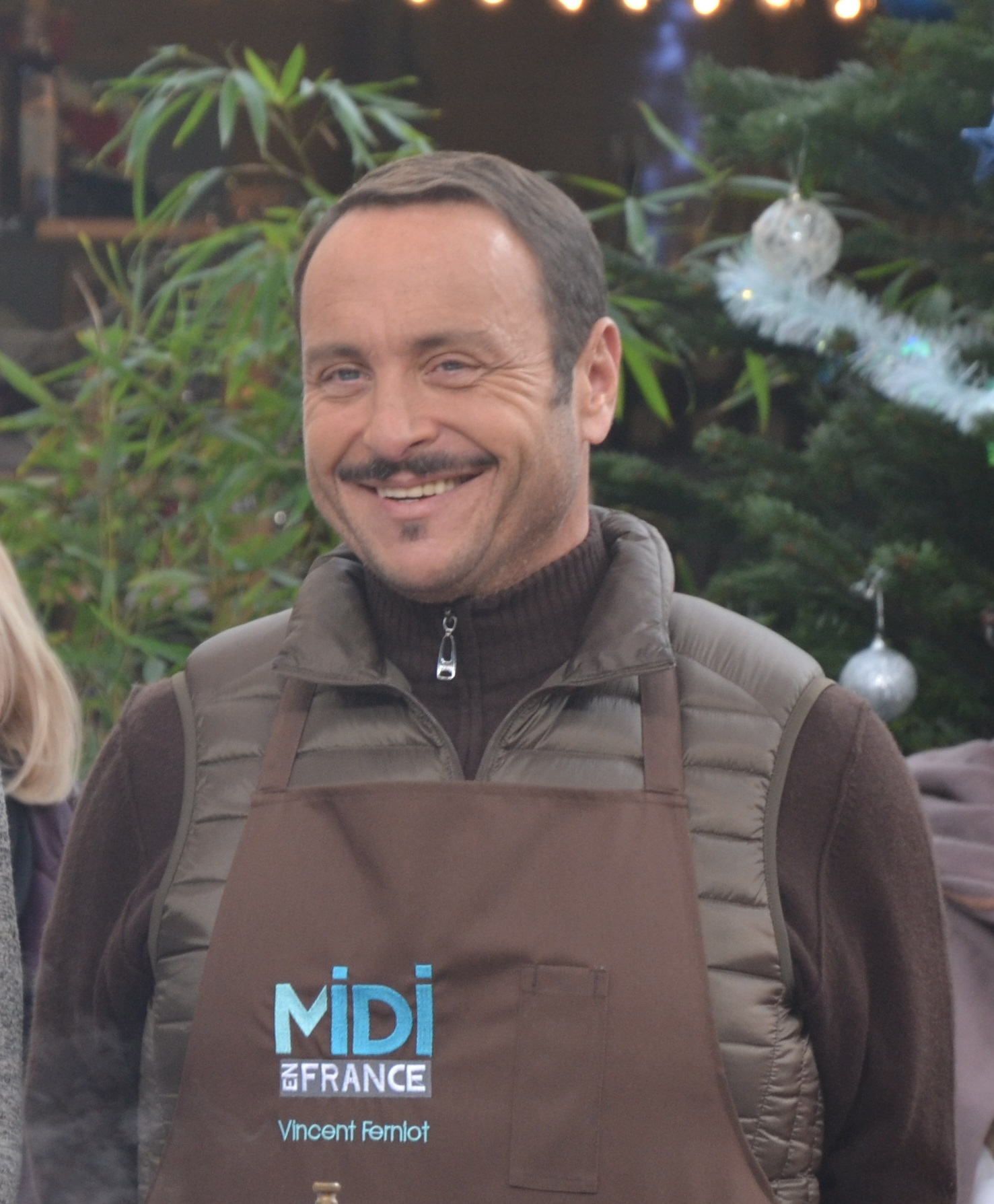
Vincent Ferniot
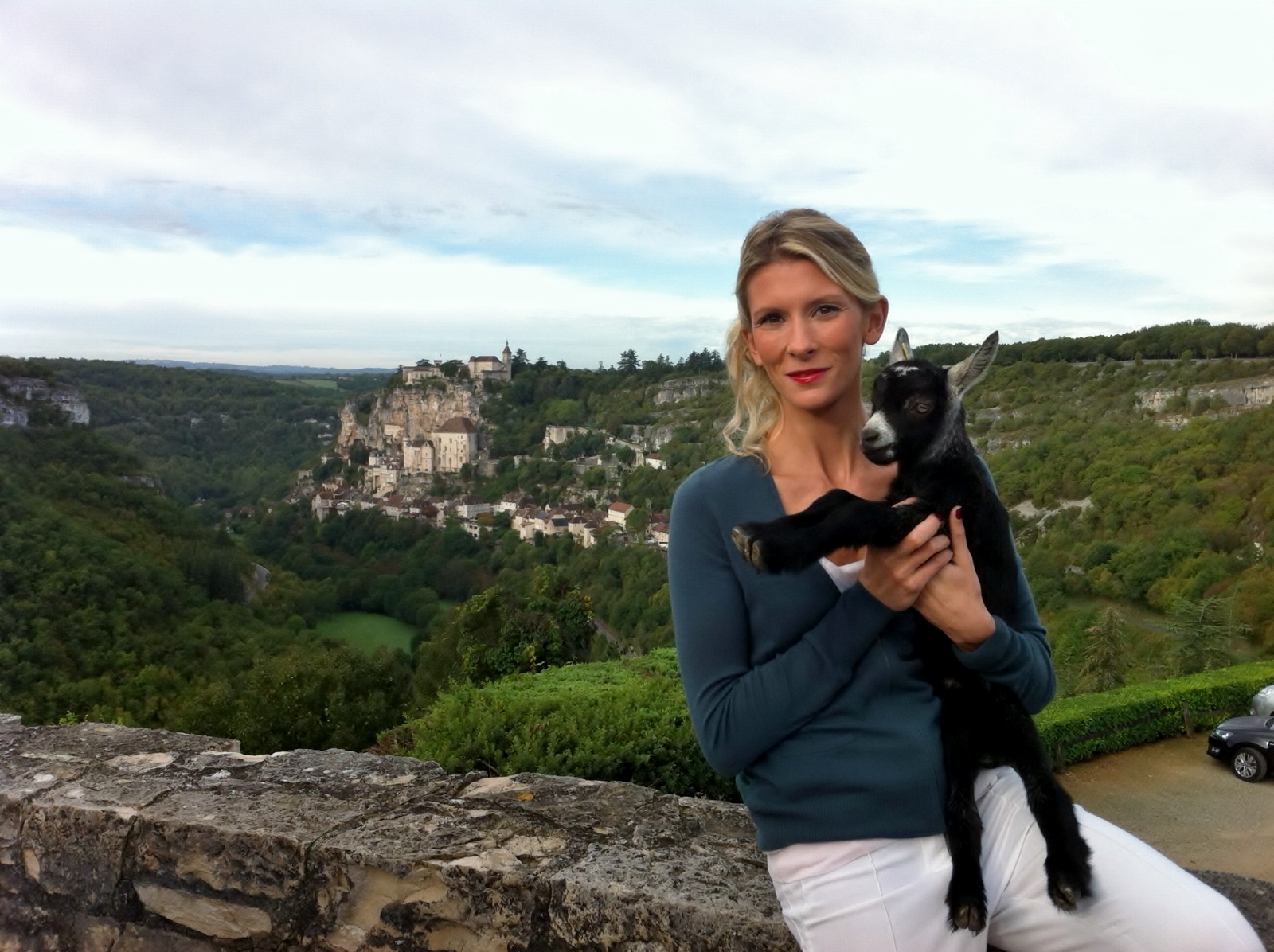
Hélène Gateau
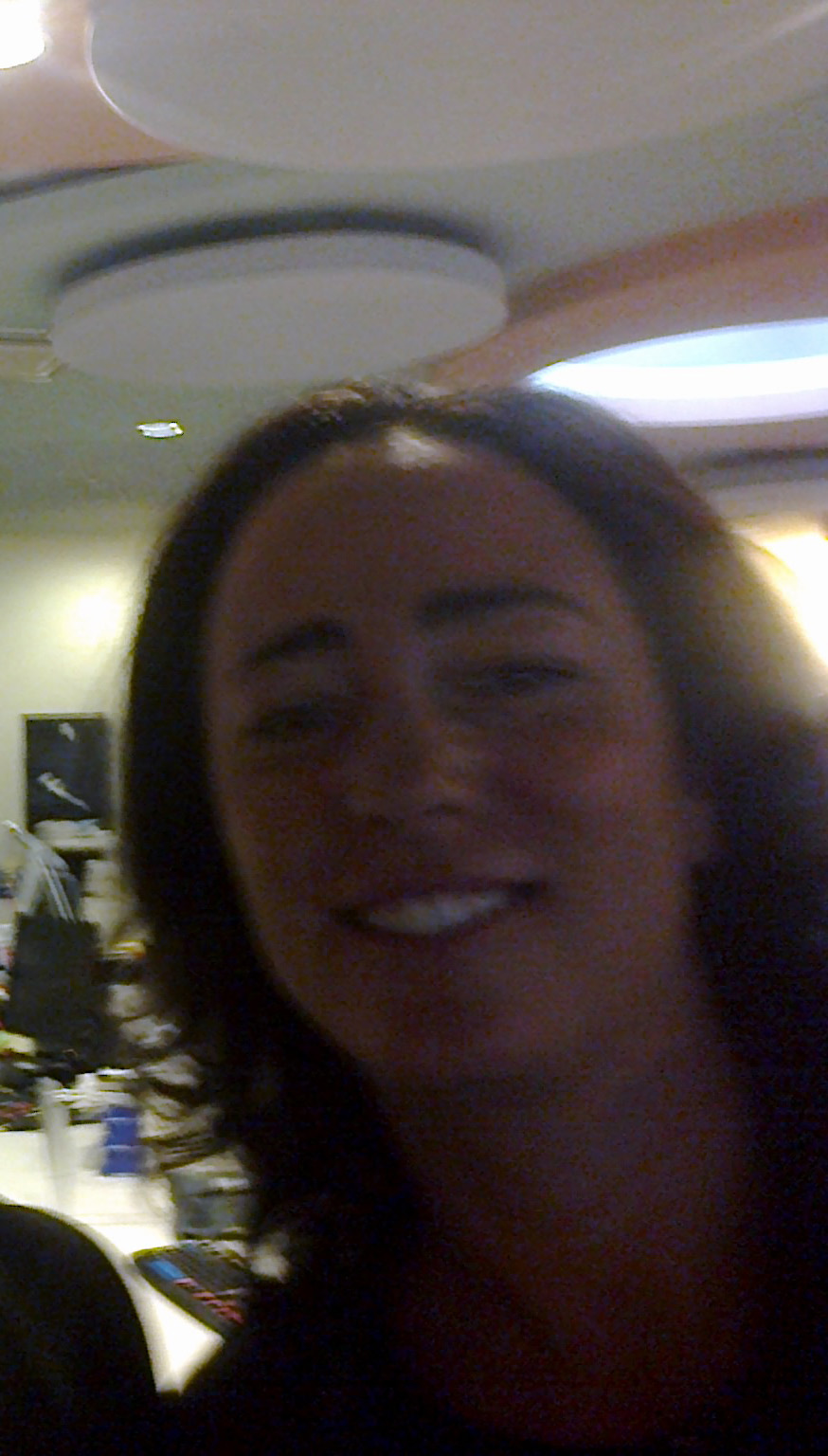
Helena Morna
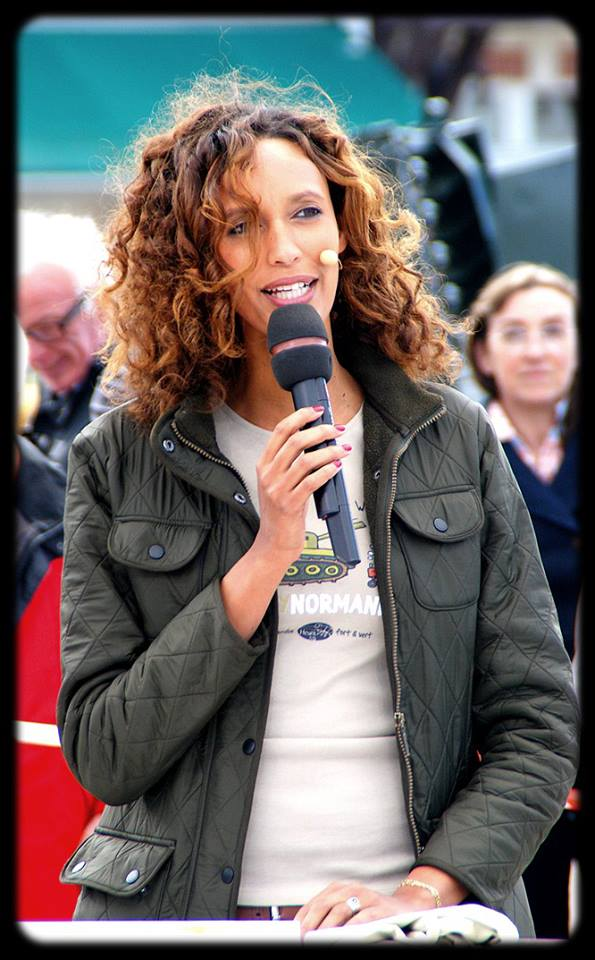
Nathalie Schraen-Guirma

## Villes hôtes
| Avec le fond gris foncé = Les villes visitées |

| - Auvergne-Rhône-Alpes       |
| - Bourgogne-Franche-Comté    |
| - Bretagne                   |
| - Centre-Val de Loire        |
| - Corse                      |
| - Grand Est                  |
| - Hauts-de-France            |
| - Île-de-France              |
| - Normandie                  |
| - Nouvelle-Aquitaine         |
| - Occitanie                  |
| - Pays de la Loire           |
| - Provence-Alpes-Côte d'Azur |
| - D.O.M                      |

## Nombre de visites dans les régions
|                 | Régions                    | Apparition | Villes                                 | Villes                                                                  | Villes                                                  | Villes | Villes                                                                          | Villes                  | Villes                                      | Villes                                                     |
| 2011            | Régions                    | Apparition | 2012                                   | 2013                                                                    | 2014                                                    | 2015 | 2016                                                                            | 2017                    | 2018                                        |                                                            |
| --------------- | -------------------------- | ---------- | -------------------------------------- | ----------------------------------------------------------------------- | ------------------------------------------------------- | --- | ------------------------------------------------------------------------------- | ----------------------- | ------------------------------------------- | ---------------------------------------------------------- |
|                 | Alsace                     | 11         | Colmar - Mulhouse - Strasbourg (1)     | Aucune                                                                  | Obernai - Strasbourg (2)                                | Haguenau | Guebwiller - Wissembourg                                                        | Kaysersberg             | Ribeauvillé                                 | Thann                                                      |
|                 | Aquitaine                  | 20         | Agen (1) - Biarritz - Bordeaux - Pau   | Arcachon - Bergerac - Dax - Hossegor                                    | Bayonne - Libourne                                      | Brantôme - Seignosse                                                                                         | Hendaye - Nérac - Saint-Sever                                                   | Biscarrosse - Blaye     | Saint-Jean-de-Luz                           | Agen (2) - Sarlat                                          |
|                 | Auvergne                   | 9          | Clermont-Ferrand - Le Puy-en-Velay (1) | Aucune                                                                  | Aurillac - Montluçon (1)                                | La Tour-d'Auvergne                                                                                           | Issoire - Le Puy-en-Velay (2)                                                   | Aucune                  | Aucune                                      | Montluçon (2) - Salers                                     |
|                 | Bourgogne                  | 5          | Beaune (1)                             | Aucune                                                                  | Mâcon                                                   | Autun | Aucune                                                                          | Aucune                  | Nevers                                      | Beaune (2)                                                 |
|                 | Bretagne                   | 18         | Dinard - Vannes (1)                    | Bénodet - Brest - Quiberon (1)                                          | Douarnenez                                              | Dinan - Paimpol                                                                                              | Carnac - Roscoff                                                                | Fougères - Quiberon (2) | Perros-Guirec - Saint-Brieuc                | Dol-de-Bretagne - Quimper - La Trinité-sur-Mer- Vannes (2) |
|                 | Centre-Val de Loire        | 12         | Blois - Chartres (1)                   | Bourges (1)                                                             | Amboise (1) - Tours                                     | Aucune | Châteauroux - Chinon                                                            | Blois (2)               | Gien                                        | Amboise (2) - Bourges (2) - Chartres (2)                   |
|                 | Champagne-Ardenne          | 7          | Reims (1)                              | Charleville-Mézières - Troyes                                           | Colombey-les-Deux-Églises                               | Aucune | Reims (2)                                                                       | Chaumont                | Aucune                                      | Épernay                                                    |
|                 | Corse                      | 5          | Calvi (1)                              | Bonifacio                                                               | Aucune                                                  | Bastia | Aucune                                                                          | Aucune                  | Calvi (2) - Porto-Vecchio                   | Aucune                                                     |
|                 | Franche-Comté              | 7          | Aucune                                 | Besançon (1)                                                            | Belfort (1) - Lons-le-Saunier                           | Dole - Les Rousses                                                                                           | Aucune                                                                          | Besançon (2)            | Aucune                                      | Belfort (2)                                                |
|                 | Île-de-France              | 6          | Fontainebleau (1)                      | Aucune                                                                  | Aucune                                                  | Aucune | Auvers-sur-Oise                                                                 | Aucune                  | Fontainebleau (2) - Versailles              | Meaux - Saint-Germain-en-Laye                              |
|                 | Languedoc-Roussillon       | 15         | Aigues-Mortes - Collioure - Nîmes      | Béziers - Carcassonne - Sète (1)                                        | Font-Romeu - Narbonne - Montpellier                     | Aucune | Le Grau-du-Roi                                                                  | Saint-Cyprien           | Castelnaudary - Sète (2)                    | Banyuls-sur-Mer - Uzès                                     |
|                 | Limousin                   | 3          | Aucune                                 | Brive-la-Gaillarde - Limoges                                            | Tulle                                                   | Aucune | Aucune                                                                          | Aucune                  | Aucune                                      | Aucune                                                     |
|                 | Lorraine                   | 8          | Metz                                   | Aucune                                                                  | Aucune                                                  | Épinal (1) - Thionville                                                                                      | Pont-à-Mousson - Vittel                                                         | Aucune                  | Nancy                                       | Épinal (2) - Gérardmer                                     |
|                 | Midi-Pyrénées              | 12         | Lourdes                                | Auch                                                                    | Cahors - Rocamadour (1)                                 | Foix | Condom - Figeac - Tarbes - Toulouse                                             | Albi                    | Aucune                                      | Montauban - Rocamadour (2)                                 |
|                 | Nord-Pas-de-Calais         | 13         | Calais - Tourcoing                     | Béthune - Cambrai                                                       | Orchies                                                 | Boulogne-sur-Mer - Roubaix                                                                                   | Lens                                                                            | Arras                   | Douai - Dunkerque                           | Bergues - Le Touquet-Paris-Plage                           |
|                 | Basse-Normandie            | 16         | Cabourg (1) - Deauville                | Honfleur (1)                                                            | Arromanches - Trouville-sur-Mer (1) - Vire              | Bagnoles-de-l'Orne - Omonville-la-Rogue - Sainte-Mère-Église                                                 | Barfleur - Granville - Ouistreham                                               | Honfleur (2)            | Cabourg (2) -Caen                           | Trouville-sur-Mer (2)                                      |
| Haute-Normandie | 8                          | Rouen (1)  | Aucune                                 | Le Havre (1)                                                            | Rouen (2) - Saint-Valery-en-Caux                        | Fécamp | Aucune                                                                          | Le Havre (2)            | Évreux - Le Tréport                         |                                                            |
|                 | Pays de la Loire           | 12         | La Tranche-sur-Mer                     | Angers - Saint-Jean-de-Monts - Saumur (1)                               | Guérande - Les Sables-d'Olonne                          | Laval - Pornic                                                                                               | Nantes                                                                          | Le Croisic              | Saumur (2)                                  | Piriac-sur-Mer                                             |
|                 | Picardie                   | 7          | Saint-Quentin (1)                      | Beauvais - Le Crotoy                                                    | Aucune                                                  | Amiens (1) - Compiègne                                                                                       | Aucune                                                                          | Saint-Quentin (2)       | Amiens (2)                                  | Aucune                                                     |
|                 | Poitou-Charentes           | 10         | Angoulême                              | Poitiers - Saintes                                                      | La Rochelle                                             | Cognac (1) - Saint-Martin-de-Ré                                                                              | Marennes                                                                        | Aucune                  | Royan - Saint-Denis-d'Oléron                | Cognac (2)                                                 |
|                 | Provence-Alpes-Côte d'Azur | 28         | Cannes - Carpentras - Cassis - Nice    | Manosque - Menton (1) - Montgenèvre - Orange - Saint-Raphael            | Apt - Bandol - Marseille - Salon-de-Provence - Sisteron | Aix-en-Provence - Avignon - Le Cannet - Châteauneuf-du-Pape - Marignane - Saint-Rémy-de-Provence (1) - Vence | Hyères - Mougins                                                                | Grasse                  | L'Isle-sur-la-Sorgue - Vallauris-Golfe-Juan | Menton (2) - Saint-Rémy-de-Provence (1)                    |
|                 | Rhône-Alpes                | 24         | Lyon                                   | Aix-les-Bains (1) - L'Alpe d'Huez - Bourg-en-Bresse - Grenoble - Megève | Méribel - Romans-sur-Isère - Valloire - Vienne          | Les Gets - Lanslebourg - Roanne                                                                              | Chamonix - Thonon-les-Bains - Tournon-sur-Rhône - Val Thorens - Villard-de-Lans | Saint-Gervais - Valence | Saint-Étienne - Samoëns                     | Aix-les-Bains (2) - Les Contamines-Montjoie - Nyons        |
|                 | D.O.M                      | 1          | Fort-de-France                         | Aucune                                                                  | Aucune                                                  | Aucune | Aucune                                                                          | Aucune                  | Aucune                                      | Aucune                                                     |
|                 | Total                      | 258        | 36                                     | 38                                                                      | 35                                                      | 36 | 35                                                                              | 17                      | 27                                          | 35                                                         |

## Départements visités et non-visités
| Région                     | Département visité | Département non visité                                              |
| -------------------------- | --- | ------------------------------------------------------------------- |
| Auvergne-Rhône-Alpes       | Ain - Allier - Ardèche - Cantal - Drôme - Isère - Loire - Haute-Loire - Puy-de-Dôme - Rhône - Savoie - Haute-Savoie                  | —                                                                   |
| Bourgogne-Franche-Comté    | Côte-d'Or - Doubs - Jura - Nièvre - Saône-et-Loire - Territoire de Belfort                                                           | Haute-Saône - Yonne                                                 |
| Bretagne                   | Côtes-d'Armor - Finistère - Ille-et-Vilaine - Morbihan                                                                               | —                                                                   |
| Centre-Val de Loire        | Cher - Eure-et-Loir - Indre - Indre-et-Loire - Loir-et-Cher - Loiret                                                                 | —                                                                   |
| Corse                      | Corse-du-Sud - Haute-Corse | —                                                                   |
| Grand Est                  | Ardennes - Aube - Marne - Haute-Marne - Meurthe-et-Moselle - Moselle - Bas-Rhin - Haut-Rhin - Vosges                                 | Meuse                                                               |
| Hauts-de-France            | Aisne - Nord - Oise - Pas-de-Calais - Somme                                                                                          | —                                                                   |
| Île-de-France              | Seine-et-Marne - Yvelines - Val-d'Oise                                                                                               | Paris - Essonne - Hauts-de-Seine - Seine-Saint-Denis - Val-de-Marne |
| Normandie                  | Calvados - Eure - Manche - Orne - Seine-Maritime                                                                                     | —                                                                   |
| Nouvelle-Aquitaine         | Charente - Charente-Maritime - Corrèze - Dordogne - Gironde - Landes - Lot-et-Garonne - Pyrénées-Atlantiques - Haute-Vienne - Vienne | Creuse - Deux-Sèvres                                                |
| Occitanie                  | Ariège - Aude - Gard - Haute-Garonne - Gers - Hérault - Lot - Hautes-Pyrénées - Pyrénées-Orientales - Tarn - Tarn-et-Garonne         | Aveyron - Lozère                                                    |
| Pays de la Loire           | Loire-Atlantique - Maine-et-Loire - Mayenne - Vendée                                                                                 | Sarthe                                                              |
| Provence-Alpes-Côte d'Azur | Alpes-de-Haute-Provence - Hautes-Alpes - Alpes-Maritimes - Bouches-du-Rhône - Var - Vaucluse                                         | —                                                                   |
| DOM                        | Martinique | Guadeloupe - Guyane - Réunion - Mayotte                             |

## Villes visitées et non-visitées
| Département                    | Préfecture           | Préfecture           | Sous-préfecture                            | Sous-préfecture                                       |
| Département                    | Visitées             | Non-visitées         | Visitées                                   | Non-visitées                                          |
| AUVERGNE-RHÔNE-ALPES           | AUVERGNE-RHÔNE-ALPES | AUVERGNE-RHÔNE-ALPES | AUVERGNE-RHÔNE-ALPES                       | AUVERGNE-RHÔNE-ALPES                                  |
| ------------------------------ | -------------------- | -------------------- | ------------------------------------------ | ----------------------------------------------------- |
| Ain (01)                       | Bourg-en-Bresse      | —                    | —                                          | Belley - Gex - Nantua                                 |
| Allier (03)                    | —                    | Moulins              | Montluçon                                  | Vichy                                                 |
| Ardèche (07)                   | —                    | Privas               | Tournon-sur-Rhône                          | Largentière                                           |
| Cantal (15)                    | Aurillac             | —                    | —                                          | Mauriac - Saint-Flour                                 |
| Drôme (26)                     | Valence              | —                    | —                                          | Die - Nyons                                           |
| Isère (38)                     | Grenoble             | —                    | Vienne                                     | La Tour-du-Pin                                        |
| Loire (42)                     | Saint-Étienne        | —                    | Roanne                                     | Montbrison                                            |
| Haute-Loire (43)               | Le Puy-en-Velay      | —                    | —                                          | Brioude - Yssingeaux                                  |
| Puy-de-Dôme (63)               | Clermont-Ferrand     | —                    | Issoire                                    | Ambert - Riom - Thiers                                |
| Rhône (69)                     | Lyon                 | —                    | —                                          | Villefranche-sur-Saône                                |
| Savoie (73)                    | —                    | Chambéry             | —                                          | Albertville - Saint-Jean-de-Maurienne                 |
| Haute-Savoie (74)              | —                    | Annecy               | Thonon-les-Bains                           | Bonneville - Saint-Julien-en-Genevois                 |
| BOURGOGNE-FRANCHE-COMTÉ        |                      |                      |                                            |                                                       |
| Côte-d'Or (21)                 | —                    | Dijon                | Beaune                                     | Montbard                                              |
| Doubs (25)                     | Besançon             | —                    | —                                          | Montbéliard - Pontarlier                              |
| Jura (39)                      | Lons-le-Saunier      | —                    | Dole                                       | Saint-Claude                                          |
| Nièvre (58)                    | Nevers               | —                    | —                                          | Château-Chinon - Clamecy - Cosne-Cours-sur-Loire      |
| Haute-Saône (70)               | —                    | Vesoul               | —                                          | Lure                                                  |
| Saône-et-Loire (71)            | Mâcon                | —                    | Autun                                      | Chalon-sur-Saône - Charolles - Louhans                |
| Yonne (89)                     | —                    | Auxerre              | —                                          | Avallon - Sens                                        |
| Territoire de Belfort (90)     | Belfort              | —                    | Aucune                                     | Aucune                                                |
| BRETAGNE                       |                      |                      |                                            |                                                       |
| Côtes-d'Armor (22)             | Saint-Brieuc         | —                    | Dinan                                      | Guingamp - Lannion                                    |
| Finistère (29)                 | —                    | Quimper              | Brest                                      | Châteaulin - Morlaix                                  |
| Ille-et-Vilaine (35)           | —                    | Rennes               | Fougères                                   | Redon - Saint-Malo                                    |
| Morbihan (56)                  | Vannes               | —                    | —                                          | Lorient - Pontivy                                     |
| CENTRE-VAL DE LOIRE            |                      |                      |                                            |                                                       |
| Cher (18)                      | Bourges              | —                    | —                                          | Saint-Amand-Montrond - Vierzon                        |
| Eure-et-Loir (28)              | Chartres             | —                    | —                                          | Châteaudun - Dreux - Nogent-le-Rotrou                 |
| Indre (36)                     | Châteauroux          | —                    | —                                          | Le Blanc - La Châtre - Issoudun                       |
| Indre-et-Loire (37)            | Tours                | —                    | Chinon                                     | Loches                                                |
| Loir-et-Cher (41)              | Blois                | —                    | —                                          | Romorantin-Lanthenay - Vendôme                        |
| Loiret (45)                    | —                    | Orléans              | —                                          | Montargis - Pithiviers                                |
| CORSE                          |                      |                      |                                            |                                                       |
| Corse-du-Sud (2A)              | —                    | Ajaccio              | —                                          | Sartène                                               |
| Haute-Corse (2B)               | Bastia               | —                    | Calvi                                      | Corte                                                 |
| GRAND EST                      |                      |                      |                                            |                                                       |
| Ardennes (08)                  | Charleville-Mézières | —                    | —                                          | Rethel - Sedan - Vouziers                             |
| Aube (10)                      | Troyes               | —                    | —                                          | Bar-sur-Aube - Nogent-sur-Seine                       |
| Marne (51)                     | —                    | Châlons-en-Champagne | Épernay - Reims                            | Sainte-Menehould - Vitry-le-François                  |
| Haute-Marne (52)               | Chaumont             | —                    | —                                          | Langres - Saint-Dizier                                |
| Meurthe-et-Moselle (54)        | Nancy                | —                    | —                                          | Briey - Lunéville - Toul                              |
| Meuse (55)                     | —                    | Bar-le-Duc           | —                                          | Commercy - Verdun                                     |
| Moselle (57)                   | Metz                 | —                    | Thionville                                 | Château-Salins - Forbach - Sarrebourg - Sarreguemines |
| Bas-Rhin (67)                  | Strasbourg           | —                    | Haguenau                                   | Molsheim - Saverne - Sélestat                         |
| Haut-Rhin (68)                 | Colmar               | —                    | Mulhouse - Thann                           | Altkirch                                              |
| Vosges (88)                    | Épinal               | —                    | —                                          | Neufchâteau - Saint-Dié-des-Vosges                    |
| HAUTS-DE-FRANCE                |                      |                      |                                            |                                                       |
| Aisne (02)                     | —                    | Laon                 | Saint-Quentin                              | Château-Thierry - Soissons - Vervins                  |
| Nord (59)                      | —                    | Lille                | Douai - Dunkerque - Cambrai                | Avesnes-sur-Helpe - Valenciennes                      |
| Oise (60)                      | Beauvais             | —                    | Compiègne                                  | Clermont - Senlis                                     |
| Pas-de-Calais (62)             | Arras                | —                    | Béthune - Boulogne-sur-Mer - Calais - Lens | Montreuil - Saint-Omer                                |
| Somme (80)                     | Amiens               | —                    | —                                          | Abbeville - Montdidier - Péronne                      |
| ÎLE-DE-FRANCE                  |                      |                      |                                            |                                                       |
| Paris (75)                     | —                    | Paris                | Aucune                                     | Aucune                                                |
| Seine-et-Marne (77)            | —                    | Melun                | Fontainebleau - Meaux                      | Provins - Torcy                                       |
| Yvelines (78)                  | Versailles           | —                    | —                                          | Mantes-la-Jolie - Rambouillet - Saint-Germain-en-Laye |
| Essonne (91)                   | —                    | Évry                 | —                                          | Étampes - Palaiseau                                   |
| Hauts-de-Seine (92)            | —                    | Nanterre             | —                                          | Antony - Boulogne-Billancourt                         |
| Seine-Saint-Denis (93)         | —                    | Bobigny              | —                                          | Le Raincy - Saint-Denis                               |
| Val-de-Marne (94)              | —                    | Créteil              | —                                          | L'Haÿ-les-Roses - Nogent-sur-Marne                    |
| Val-d'Oise (95)                | —                    | Pontoise             | —                                          | Argenteuil - Pontoise - Sarcelles                     |
| NORMANDIE                      |                      |                      |                                            |                                                       |
| Calvados (14)                  | Caen                 | —                    | Vire                                       | Bayeux - Lisieux                                      |
| Eure (27)                      | —                    | Évreux               | —                                          | Les Andelys - Bernay                                  |
| Manche (50)                    | —                    | Saint-Lô             | —                                          | Avranches - Cherbourg-Octeville - Coutances           |
| Orne (61)                      | —                    | Alençon              | —                                          | Argentan - Mortagne-au-Perche                         |
| Seine-Maritime (76)            | Rouen                | —                    | Le Havre                                   | Dieppe                                                |
| NOUVELLE-AQUITAINE             |                      |                      |                                            |                                                       |
| Charente (16)                  | Angoulême            | —                    | Cognac                                     | Confolens                                             |
| Charente-Maritime (17)         | La Rochelle          | —                    | Saintes                                    | Jonzac - Rochefort - Saint-Jean-d'Angély              |
| Corrèze (19)                   | Tulle                | —                    | Brive-la-Gaillarde                         | Ussel                                                 |
| Creuse (23)                    | —                    | Guéret               | —                                          | Aubusson                                              |
| Dordogne (24)                  | —                    | Périgueux            | Bergerac                                   | Nontron - Sarlat-la-Canéda                            |
| Gironde (33)                   | Bordeaux             | —                    | Arcachon - Blaye - Libourne                | Langon - Lesparre-Médoc                               |
| Landes (40)                    | —                    | Mont-de-Marsan       | Dax                                        | —                                                     |
| Lot-et-Garonne (47)            | Agen                 | —                    | Nérac                                      | Marmande - Villeneuve-sur-Lot                         |
| Pyrénées-Atlantiques (64)      | Pau                  | —                    | Bayonne                                    | Oloron-Sainte-Marie                                   |
| Deux-Sèvres (79)               | —                    | Niort                | —                                          | Bressuire - Parthenay                                 |
| Vienne (86)                    | Poitiers             | —                    | —                                          | Châtellerault - Montmorillon                          |
| Haute-Vienne (87)              | Limoges              | —                    | —                                          | Bellac - Rochechouart                                 |
| OCCITANIE                      |                      |                      |                                            |                                                       |
| Ariège (09)                    | Foix                 | —                    | —                                          | Pamiers - Saint-Girons                                |
| Aude (11)                      | Carcassonne          | —                    | Narbonne                                   | Limoux                                                |
| Aveyron (12)                   | —                    | Rodez                | —                                          | Millau - Villefranche-de-Rouergue                     |
| Gard (30)                      | Nîmes                | —                    | —                                          | Alès - Le Vigan                                       |
| Haute-Garonne (31)             | Toulouse             | —                    | —                                          | Saint-Gaudens - Muret                                 |
| Gers (32)                      | Auch                 | —                    | Condom                                     | Mirande                                               |
| Hérault (34)                   | Montpellier          | —                    | Béziers                                    | Lodève                                                |
| Lot (46)                       | Cahors               | —                    | Figeac                                     | Gourdon                                               |
| Lozère (48)                    | —                    | Mende                | —                                          | Florac                                                |
| Hautes-Pyrénées (65)           | Tarbes               | —                    | —                                          | Argelès-Gazost - Bagnères-de-Bigorre                  |
| Pyrénées-Orientales (66)       | —                    | Perpignan            | —                                          | Céret - Prades                                        |
| Tarn (81)                      | Albi                 | —                    | —                                          | Castres                                               |
| Tarn-et-Garonne (82)           | Montauban            | -                    | —                                          | Castelsarrasin                                        |
| PAYS DE LA LOIRE               |                      |                      |                                            |                                                       |
| Loire-Atlantique (44)          | Nantes               | —                    | —                                          | Ancenis - Châteaubriant - Saint-Nazaire               |
| Maine-et-Loire (49)            | Angers               | —                    | Saumur                                     | Cholet - Segré                                        |
| Mayenne (53)                   | Laval                | —                    | —                                          | Château-Gontier - Mayenne                             |
| Sarthe (72)                    | —                    | Le Mans              | —                                          | La Flèche - Mamers                                    |
| Vendée (85)                    | —                    | La Roche-sur-Yon     | Les Sables-d'Olonne                        | Fontenay-le-Comte                                     |
| PROVENCE-ALPES-CÔTE D'AZUR     |                      |                      |                                            |                                                       |
| Alpes-de-Haute-Provence (04)   | —                    | Digne-les-Bains      | —                                          | Barcelonnette - Castellane - Forcalquier              |
| Hautes-Alpes (05)              | —                    | Gap                  | —                                          | Briançon                                              |
| Alpes-Maritimes (06)           | Nice                 | —                    | Grasse                                     | —                                                     |
| Bouches-du-Rhône (13)          | Marseille            | —                    | Aix-en-Provence                            | Arles - Istres                                        |
| Var (83)                       | —                    | Toulon               | —                                          | Brignoles - Draguignan                                |
| Vaucluse (84)                  | Avignon              | —                    | Apt - Carpentras                           | —                                                     |
| D.O.M                          |                      |                      |                                            |                                                       |
| Guadeloupe (971)               | —                    | Basse-Terre          | —                                          | Pointe-à-Pitre                                        |
| Martinique (972)               | Fort-de-France       | —                    | —                                          | Le Marin - Saint-Pierre - La Trinité                  |
| Guyane (973)                   | —                    | Cayenne              | —                                          | Saint-Laurent-du-Maroni                               |
| Réunion (974)                  | —                    | Saint-Denis          | —                                          | Saint-Benoît - Saint- Paul - Saint-Pierre             |
| Mayotte (976)                  | —                    | Mamoudzou            | Aucune                                     | Aucune                                                |
| Total Visitées et Non-visitées | 58                   | 42                   | 52                                         | 184                                                   |

## Identité graphique

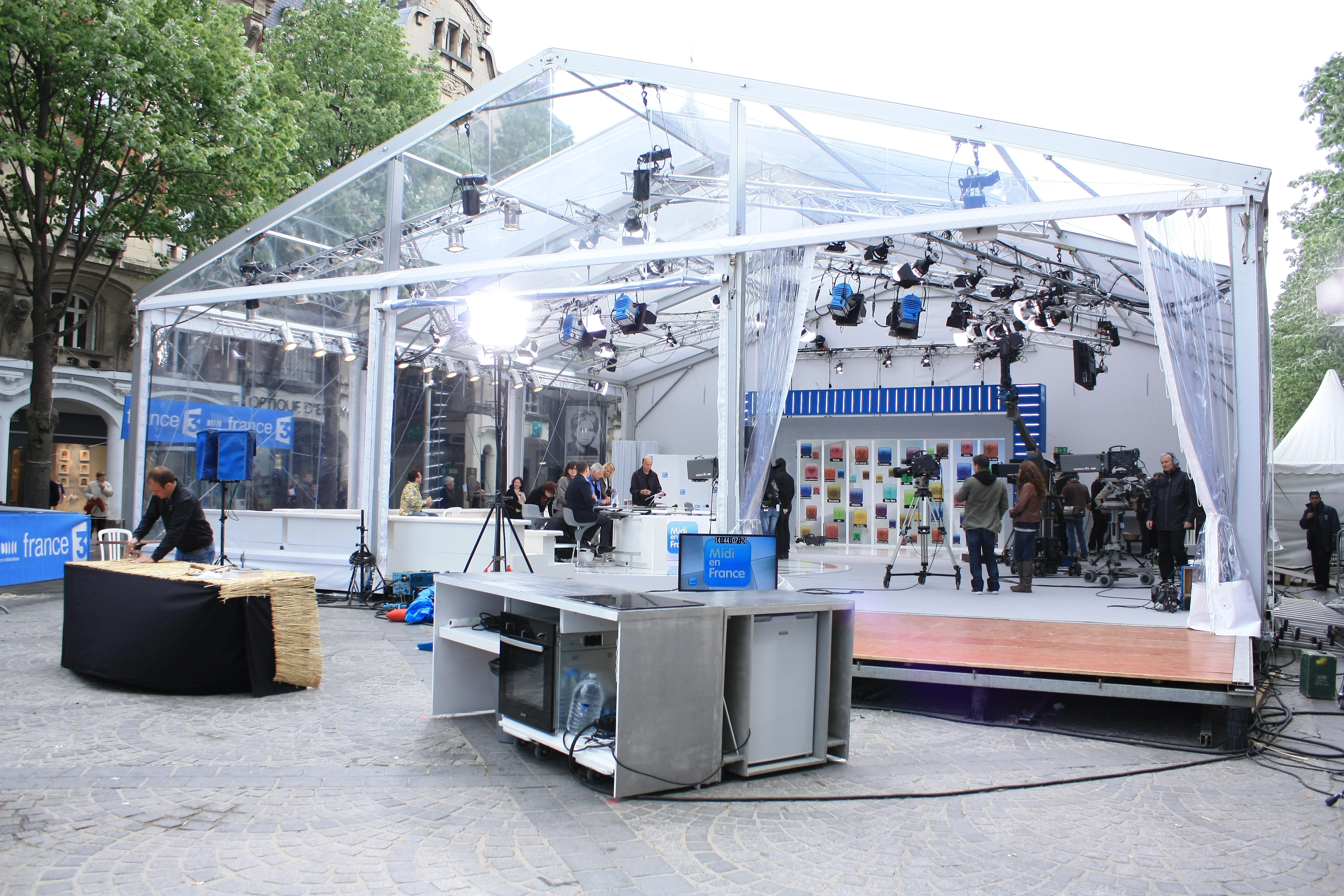
Plateau de l'émission lors de la première saison

Modèle:Section à sourcer : août 2025

Logo du projet initial.
Logo de la saison 1 de Midi en France.
Logo des saisons 2 à 7 de Midi en France.
Logo de la saison 8 de Midi en France.